# Інтібука
Інтібука́ (ісп. Intibucá) — один з 18 департаментів Гондурасу. Знаходиться в південно-західній частині держави. Межує з департаментами: Ла-Пас, Лемпіра, Санта-Барбара, Комаягуа і державою Сальвадор.
Адміністративний центр — місто Ла-Есперанса.
Виділено в окремий департамент в 1883 році з департаментів Ла-Пас і Грасіас.
Площа — 3072 км². Населення — 238 900 осіб. (2011)

## Муніципалітети
В адміністративному відношенні департамент підрозділяється на 17 муніципалітетів:
1. Долорес
2. Інтібука
3. Камаска
4. Коломонкагуа
5. Консепсьйон
6. Ла-Есперанса
7. Магдалена
8. Масагуара
9. Сан-Антоніо
10. Сан-Ісідро
11. Сан-Марко-де-Сьєрра
12. Сан-Мігеліто
13. Сан-Франциско-де-Опалака
14. Сан-Хуан
15. Санта-Лусія
16. Хесус-де-Оторо
17. Ямарангіла

| Гондурас | Це незавершена стаття з географії Гондурасу. Ви можете допомогти проєкту, виправивши або дописавши її. |